# Llanfairfechan
Llanfairfechan (wymowaⓘ) – miasto w północno-zachodniej Walii, w hrabstwie Conwy, historycznie w Caernarfonshire, położone nad ujściem rzeki Llanfairfechan do zatoki Conwy (Morze Irlandzkie), u podnóża szczytu Penmaen Mawr, na skraju parku narodowego Snowdonia. W 2011 roku liczyło 3637 mieszkańców.
Miasto powstało z połączenia trzech osobnych wsi – Pentre Uchaf, Nant-y-felin i Nant-y-pandy.
W mieście działa szpital psychiatryczny, otwarty w 1971 roku na terenie XIX-wiecznego kompleksu parkowo-ogrodowego Bryn-y-neuadd. Znajduje się tu stacja kolejowa na linii North Wales Coast Line.